# Ktery (gmina)
Ktery (od 1868 Balków) – dawna gmina wiejska istniejąca do 1868 roku w guberni kaliskiej. Siedzibą władz gminy były Ktery.
Za Królestwa Polskiego gmina Ktery należała do powiatu łęczyckiego w guberni kaliskiej. W  1868 roku jednostkę przemianowano na gminę Balków, oprócz samych Kterów, którą — jako jedyną wieś po lewej stronie Bzury — włączono do gminy Witonia.